# Radio Islam
Radio Islam var en svensk närradiokanal och mediasatsning startad 1987 av Ahmed Rami. Kanalen blev internationellt uppmärksammad för dess grovt antisemitiska innehåll som föranledde flera polisutredningar och åtal. Två av dessa ledde till fällande domar mot dess ansvariga utgivare för hets mot folkgrupp. Radiokanalen lades slutligen ned 1997 men delar av verksamheten fortsatte på dess webbplats och i sociala medier.
I en rapport från 2003 beskriver EU:s centrum för övervakning av rasism och främlingsfientlighet Radio Islam som "en av de mest extrema antisemitiska hemsidorna på nätet med nära koppling till extrema islamistgrupper". Rapporten menar vidare att Radio Islam "använder förnekandet av förintelsen som en komponent i antisemitisk agitation" samt "utnyttjar hela spektrumet av antisemitiska stereotyper".

## Historia
Närradiokanalen startades 1987 i Stockholm av Ahmed Rami. Under de första åren medverkade flera kända svenskar, framför allt sådana som varit verksamma inom Palestinarörelsen, som gäster Radio Islam. Bland dessa fanns Per Gahrton och Jan Guillou, som båda senare tog avstånd från Ramis idéer, samt Jan Myrdal som i det längsta avfärdade idén om Radio Islams antisemitism som ”trams”.
Efter att Svenska kommittén mot antisemitism anmält Radio Islam väckte justitiekanslern 1989 åtal mot radiokanalens ansvarige utgivare Ahmed Rami. Rami dömdes 1990 till sex månaders fängelse för hets mot folkgrupp, och sändningstillståndet drogs in under ett år.
I maj 1992 kunde Expressen avslöja att Rami mottagit pengar från PLO vid grundandet av Radio Islam, och att verksamheten senare finansierats med hjälp av den Iranska regimen. Redan långt innan avslöjandet hade PLO dock brutit kontakten och tagit avstånd från Rami och Radio Islam med hänvisning till kanalens rasistiska innehåll.  Den iranske ambassadören Mehdi Danek-Yasdi förnekade i sin tur uppgifterna om att de skulle ha gett direkta bistånd till Radio Islam och Rami själv menade att han levde på de 1000 kronor i månaden som var hans enda lagliga inkomst.
Efter att Radio Islam fått tillbaka sitt tillståndet utsågs David Janzon, med bakgrund inom den högerextrema organisationen Sveriges nationella förbund, ansvarig utgivare. År 1993 dömdes Janzon till tre månaders fängelse för hets mot folkgrupp på grund av Radio Islams nya sändningar.
11 april 1996 fick Radio Islam åter sändningstillstånd, denna gång genom Svensk–Islamiska föreningen och Tayyar Razve, som tidigare tryckt propagandamaterial åt Rami. 31 maj 1996 återupptogs sändningarna. 1997 upphörde sändningarna efter att Radio Islam inte lyckats betala sina avgifter till City Närradio I.
År 1996 startades webbplatsen Radio Islam av Ahmed Rami och David Janzon. I dag finns Radio Islam som en webbplats i flera identiska instanser i olika länder. I Sverige inleddes flera förundersökningar om brott kopplade till webssidan, bland annat en 1998 och en 2002, som dock behövde läggas ned i brist på bevisning som kunde knyta någon enskild till innehållet. Under utredningarna fann dock polisen datorer med Radio Islam-dokument i webbformat, FTP-program och e-brev om Radio Islams skötsel adresserade till och från Rami. 
2010 sammanfattade idéhistorikern Henrik Bachner budskapet i Radio Islam som ”Parat med hyllningar till Hitler och nazismen anklagades judarna för att vara sexualförbrytare, rasförgiftare och ritualmördare, de beskylldes för att vara grymma, giriga och illojala”.

## Radio Islams ”juderegister”
Den efter de ursprungliga radiosändningarna mest uppmärksammade delen av verksamheten är det register man uppfört över tusentals personer av judisk börd eller som anses ha judiska symptier. Registret, som senare bytte namn till Sveriges Judiska Uppslagsverk, innehåller även uppgifter om diverse judiska organisationer. Därutöver har de ett namnindex över personer som nämnts i Radio Islams program och i Ahmed Ramis böcker. 
Registret vållade stor upprördhet och debatterades flera gånger i Riksdagen. Trots att publiceringen sannolikt hade varit straffbelagd i Sverige kunde inget åtal väckas då registret låg på amerikanska servrar och hemsidan var registrerad i Ryssland. Rami själv försvarade publiceringen med att en persons judiska identitet spelade roll i ”mellanösterndebatten”, och menade att det inte hade något med rasism eller uppmuntran till förföljelse att göra.
2012 blev registret åter uppmärksammat efter att en kopia av det hittats i seriemördaren Peter Mangs dator i samband med att han greps för en flera uppmärksammade mord och mordförsök som ansågs ha varit rasistiskt motiverade.